# Lizzie (film 2018)
Lizzie è un film del 2018 diretto da Craig William Macneill. 
Thriller drammatico che si svolge attorno alle vicende della famiglia Borden e agli omicidi che la coinvolsero.

## Trama
Nel 1892 Lizzie Borden vive con la sua ricca famiglia trascorrendo le giornate in solitudine uscendo raramente. Il padre, un uomo severo e nevrotico, assume una domestica di nome Bridget Sullivan in cui Lizzie trova affinità, il rapporto tra le due è inizialmente freddo per poi diventare una relazione più intima. Nel frattempo aumenta il disagio in casa e la situazione con il padre e la matrigna si fa più opprimente innescando una serie di decisioni che gli cambieranno la vita.